# محمد براهیمی (بازیکن فوتبال، زاده ۱۹۷۰)
محمد براهیمی (انگلیسی: Mohamed Brahimi؛ زادهٔ ۲۰ ژانویه ۱۹۷۰) بازیکن فوتبال اهل الجزایر بود.
وی همچنین در تیم ملی فوتبال الجزایر بازی کرده‌است.